# ATP Challenger Pretoria
Der ATP Challenger Pretoria (offiziell: Pretoria Challenger) war ein Tennisturnier, das von 1990 einmal in Pretoria, Südafrika, stattfand. Es gehörte zur ATP Challenger Tour und wurde in der Halle auf Hartplatz gespielt.

## Liste der Sieger

### Einzel
| Jahr | Sieger        | Finalgegner    | Ergebnis |
| ---- | ------------- | -------------- | -------- |
| 1990 | Martin Sinner | Wayne Ferreira | 6:4, 6:4 |

### Doppel
| Jahr | Sieger                   | Finalgegner                    | Ergebnis      |
| ---- | ------------------------ | ------------------------------ | ------------- |
| 1990 | Mark Keil Scott Patridge | Stefan Kruger Greg Van Emburgh | 6:7, 6:4, 6:4 |